# Firas Zaal Al-Mohammed
Firas Zaal Al-Mohammed (ur. 8 czerwca 1975 w Darze) – syryjski lekkoatleta, który specjalizował się w rzucie oszczepem.
Dwukrotnie w czasie swojej kariery brał udział w mistrzostwach świata - Ateny 1997 oraz Helsinki 2005 (oba występy zakończył na eliminacjach). W 2005 zdobył brązowy medal igrzysk śródziemnomorskich. Rekord życiowy: 80,50 (30 czerwca 1999, Bejrut). Wynik ten jest aktualnym rekordem Syrii.